# El Tule kommun
El Tule är en kommun i Mexiko.   Den ligger i delstaten Chihuahua, i den nordvästra delen av landet, 1 100 km nordväst om huvudstaden Mexico City. Antalet invånare är 1 818. Arean är 409 kvadratkilometer.
Terrängen i El Tule är huvudsakligen kuperad, men den allra närmaste omgivningen är platt.
Följande samhällen finns i El Tule:
- San Mateo